# Боровенка
Боровенка са Глушицом (рус. Боровенка и Глушица) река је на западу европског дела Руске Федерације. Протиче преко централних делова Псковске области, односно преко територије Островског рејона. Десна је притока реке Черјохе (притока Великаје), те део басена реке Нарве, односно Финског залива Балтичког мора.
Свој ток започиње у јужном делу Островског рејона као отка језера Михаљевско. У горњем делу тока, од језера Михаљевско до Боровенског језера, у дужини од 9 km, назива се Глушицом, а низводно од Боровенског језера Боровенком. Улива се у Черјоху као њена десна притока на 127 километру њеног тока узводно од ушћа.
Укупна дужина водотока је 24 km, а површина сливног подручја 131 km².